# Erik Oxenstierna (1859–1913)
Erik Carl Gabriel Oxenstierna, född den 10 februari 1859 i Stockholm, död där den 10 mars 1913, var en svensk greve och militär. Han tillhörde ätten Oxenstierna af Korsholm och Wasa och var son till Axel Oxenstierna samt far till Johan Gabriel Oxenstierna och Sigrid Aminoff.
Oxenstierna blev underlöjtnant vid Livregementets husarer 1878, löjtnant där 1888 och vid Generalstaben samma år, kapten där 1892. Efter att ha varit militärattaché i Wien 1893–1894 blev han ryttmästare i Livregementets husarer 1896 och major vid Generalstaben 1898. Oxenstierna var stabschef hos inspektören för kavalleriet 1898–1903. Han befordrades till överstelöjtnant vid Generalstaben 1902, till överste i armén 1904 och vid Generalstaben 1905. Oxenstierna blev avdelningschef vid kommunikationsavdelningen 1902, tillförordnad chef för Norrlands dragonregemente 1904 och sekundchef för Livgardet till häst 1905. Han invaldes som ledamot av Krigsvetenskapsakademien 1901. Oxenstierna blev riddare av Svärdsorden 1899, kommendör av andra klassen av samma orden 1907 och kommendör av första klassen 1912.